# Đất đen

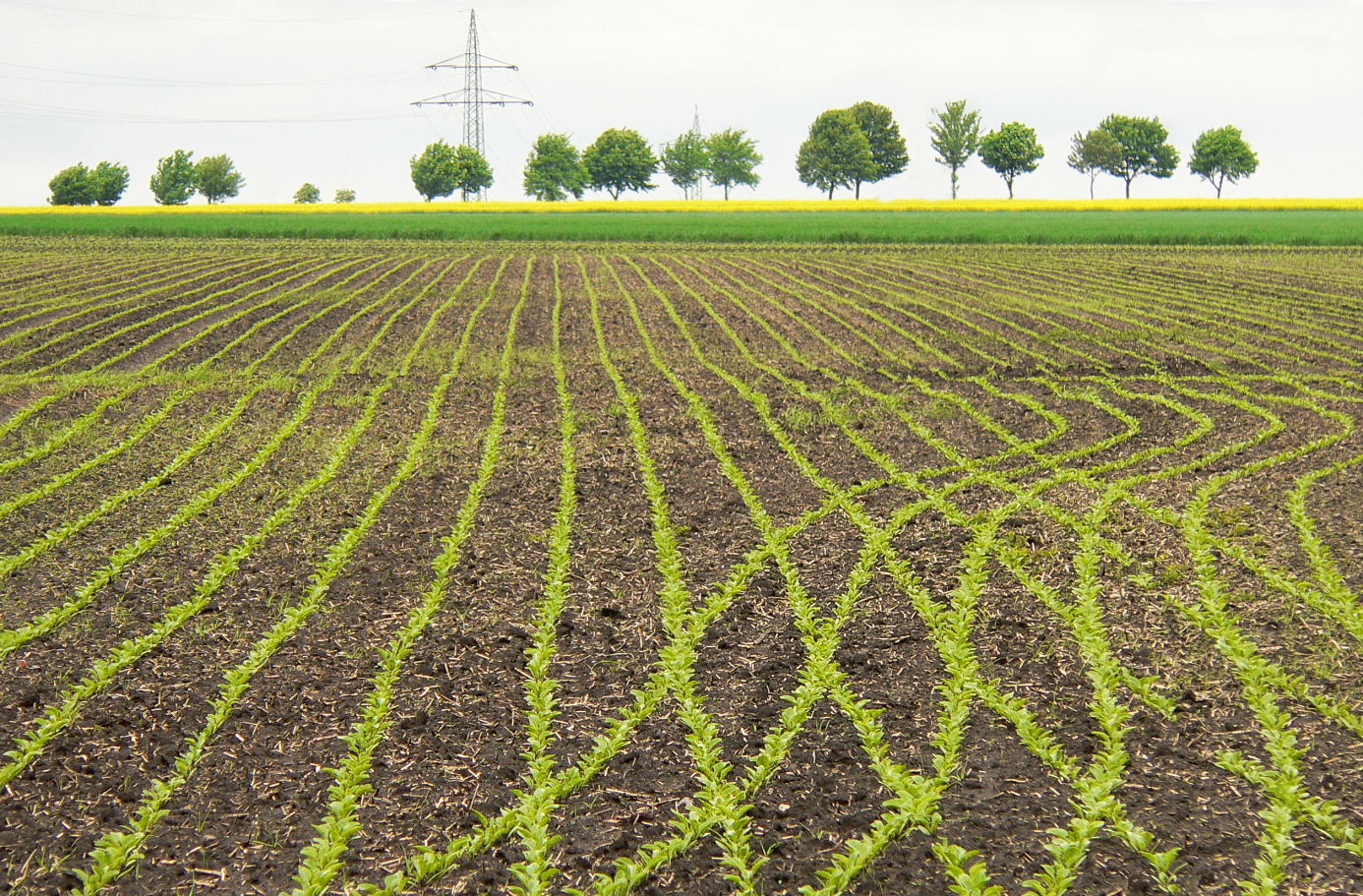
Một cánh đồng đất đen

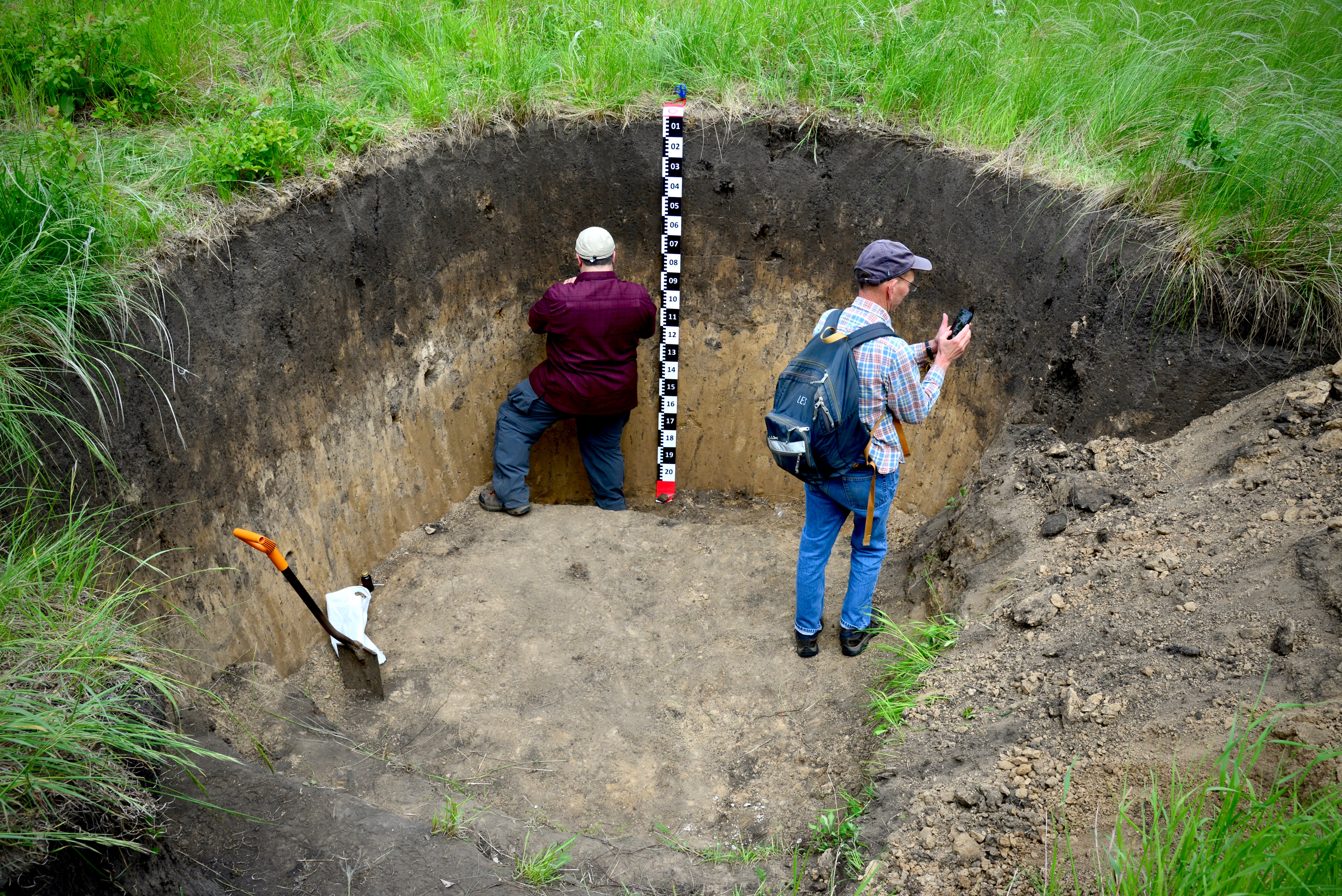
Phân tích địa chất cánh đồng đất đen

Đất đen (Chernozem, tiếng Nga là чернозём/chernozyom) là loại đất có màu đen chứa tỷ lệ mùn cao (từ 4% đến 16%) và tỷ lệ hợp chất phosphor và amoniac cao Đất đen (Chernozem) là loại đất rất màu mỡ phì nhiêu và có thể tạo ra năng suất nông nghiệp cao với khả năng lưu trữ độ ẩm cao. Chernozem là Nhóm đất tham chiếu của Cơ sở tham chiếu thế giới về tài nguyên đất (WRB). Cái tên này xuất phát từ các thuật ngữ tiếng Nga có nghĩa là màu đen và đất cát đất đai hoặc vùng đất (chorny + zemlya). Loại đất giàu chất hữu cơ có màu đen này lần đầu tiên được nhà địa chất người Nga Vasily Dokuchaev xác định vào năm 1883 ở thảo nguyên cỏ cao hoặc đồng cỏ ở Đông Ukraine và Tây Nga. Chernozem bao phủ khoảng 230 triệu ha đất. Có hai "vành đai chernozem" trên thế giới. 
- Một là Thảo nguyên Á-Âu kéo dài từ phía đông Croatia (Slavonia), dọc theo Danube (phía bắc Serbia, phía bắc Bulgaria (Đồng bằng sông Danube), nam và đông România (Đồng bằng Wallachia và Đồng bằng Moldavia), và Moldova, đến đông bắc Ukraine qua Vùng Đất Đen Trung tâm của miền Trung và miền Nam nước Nga đến Siberia.
- Phần còn lại trải dài từ Thảo nguyên Canada ở Manitoba qua Great Plains (Đại bình nguyên) của Hoa Kỳ xa về phía nam như Kansas[5], độ dày của lớp Chernozem có thể rất khác nhau, từ vài cm đến 1,5 mét (60 inch) ở Ukraine[6], cũng như vùng Thung lũng sông Hồng ở miền Bắc Hoa Kỳ và Canada (vị trí của Hồ Agassiz thời tiền sử).

Địa hình chứa đất đen cũng có thể được tìm thấy với số lượng nhỏ ở những nơi khác (ví dụ: trên 1% ở Ba Lan), Hungary và Texas. Nó cũng tồn tại ở Đông Bắc Trung Quốc, gần Cáp Nhĩ Tân. Chernozem thực sự duy nhất ở Úc nằm xung quanh Nimmitabel, một số loại đất màu mỡ nhất trên lục địa Úc. Trước đây, xuất hiện một thị trường chợ đen cho việc khai thác và xuất bán đất đen bất hợp pháp ở Ukraine. Việc bán đất nông nghiệp là bất hợp pháp ở Ukraina kể từ năm 1992 cho đến khi lệnh cấm được dỡ bỏ vào năm 2020, nhưng đất được vận chuyển bằng xe tải có thể được mua bán hợp pháp, nghĩa là người ta không được sở hữu mua bán những mảnh đất nông nghiệp nhưng lại được phép xúc đất lên để bán chúng. Theo tổ chức phi chính phủ Mặt trận Xanh có trụ sở tại Kharkiv, thị trường chợ đen mua Chernozem bất hợp pháp ở Ukraine được dự đoán đạt khoảng 900 triệu đô la Mỹ mỗi năm vào năm 2011.